# Johann Christian Poggendorff

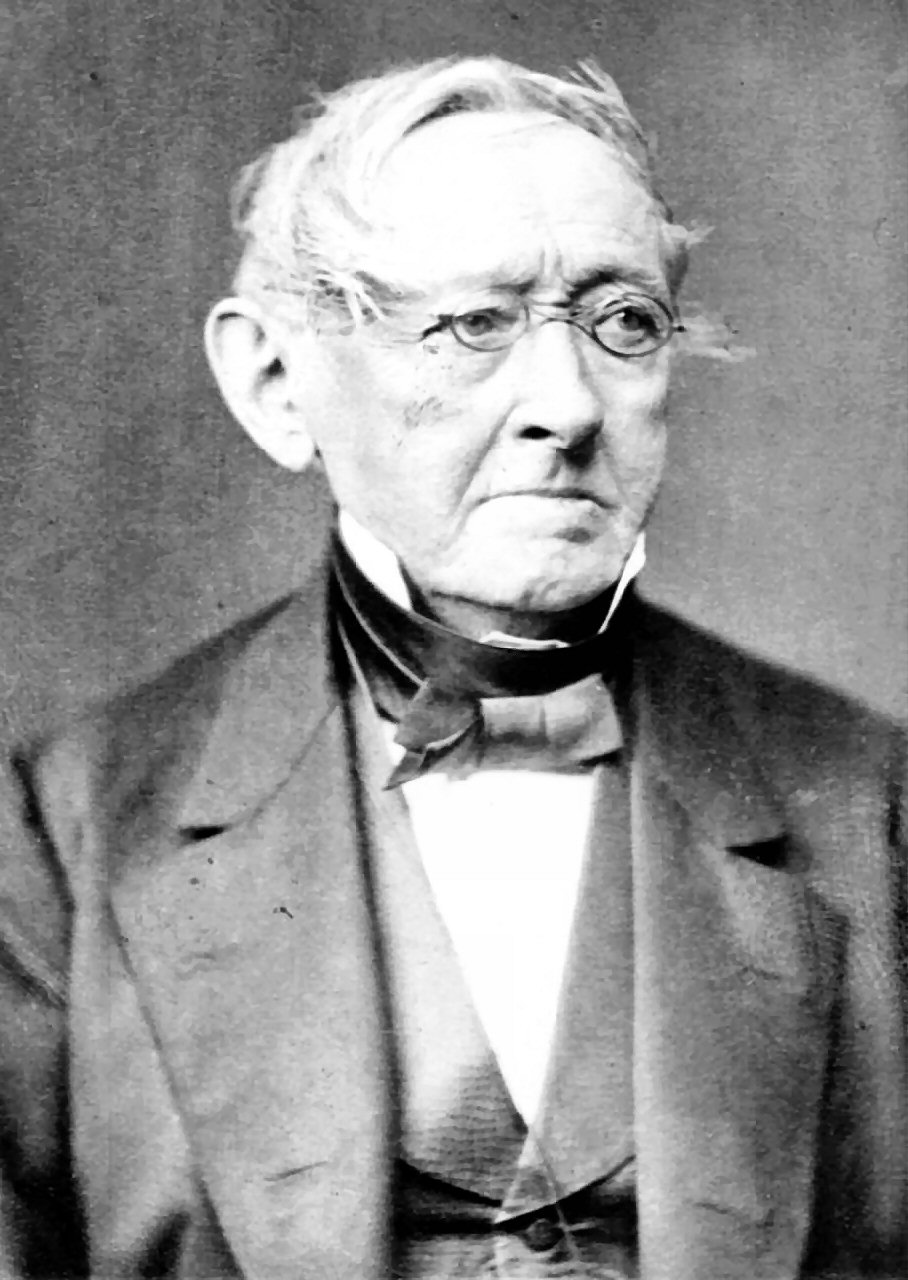
Johann Christian Poggendorff

Johann Christian Poggendorff (Hamburg, 29 december 1796 - Berlijn, 24 januari 1877) was een Duits natuurkundige die vraagstukken bestudeerde over elektriciteit en magnetisme.
Poggendorff was de oprichter van het wetenschappelijke tijdschrift "Annalen der Physik und Chemie", waar hij langer dan een halve eeuw redacteur van was. Daarnaast is hij bekend van de spiegelgalvanometer en zijn elektrostatische motor die vergelijkbaar is met de elektriseermachine van Wilhelm Holtz.

## Levensloop
Op 16-jarige leeftijd werd Poggendorff leerjongen in een apotheek in Hamburg en op zijn 22ste wist hij in zijn levensonderhoud te voorzien door als apothekersassistent te werken in Itzehoe. Ambitieus en een sterke neiging voor een wetenschappelijke carrière gaf hij zijn apothekersbestaan op en vertrok naar Berlijn waar hij zich in 1820 inschreef op de universiteit. Als snel werden zijn ambities herkend en in 1823 werd hij benoemd tot meteorologisch waarnemer bij de wetenschappelijke academie.
Reeds in zijn beginperiode had hij het plan opgevat om een tijdschrift te beginnen over de natuur- en scheikundige wetenschap. Dit plan werd versneld door het plotselinge overlijden in 1824 van Ludwig Wilhelm Gilbert, de redacteur van "Gilbert's Annalen der Physik". Poggendorff nam onmiddellijk contact op met de uitgever, Barth uit Leipzig, wat resulteerde dat hij de nieuwe redacteur werd van het wetenschappelijke tijdschrift "Annalen der Physik und Chemie", het vervolg van Gilbert's annalen met een uitgebreider inhoud. Poggendorff was zeer bekwaam in deze taak en deed 52 jaar lang de redactie ervan.
De grootste faam heeft Poggendorff verworven met zijn encyclopedische werk "Biographisch-literarisches Handwörterbuch zur Geschichte der exacten Wissenschaften", waartoe hij in 1863 het initiatief nam en dat na zijn dood door anderen werd bijgehouden. In dit boekwerk had hij het werk en leven verzameld van vele natuurwetenschappers uit alle landen en tijdperken. De huidige versie van deze 'Poggendorff' bevat ca. 29.000 personen en is een bron van feiten van onschatbare waarde voor wetenschappelijke biografen en historici.
Zijn literaire en wetenschappelijke reputatie brachten hem eervolle erkenningen. In 1830 werd hij benoemd tot ereprofessor, in 1834 Hon.Ph.D. en buitengewoon professor aan de universiteit van Berlijn en in 1839 lid van de Berlijnse Academie van Wetenschappen. Vele buitengewone leerstoelen werden hem aangeboden, maar hij wees ze allemaal af. Hij richtte zich volledig op zijn redactionele taken en het streven naar wetenschappelijk onderzoek. Hij overleed in Berlijn, 80 jaar oud.

## Illusie
De "Poggendorff-illusie" is een optische illusie die veroorzaakt wordt door een verkeerde waarneming in de hersenen tussen diagonale en horizontale en verticale randen. Naar aanleiding van een brief die hij in 1860 als redacteur van de Annalen kreeg van de astronoom Johann Karl Friedrich Zöllner, die hem op een illusie wees die hij zelf ontdekt had, de Zöllner-illusie, ontwierp hij deze illusie.
In de linkerafbeelding hiernaast is een rechte zwarte lijn afgedekt door een donkergrijze rechthoek. De zwarte lijn lijkt door te lopen in de donkerblauwe lijn. Maar in werkelijkheid loopt – zoals te zien is in de rechterafbeelding – de zwarte lijn door in de onderste bruine lijn. De meest aannemelijke verklaring voor de Poggendorff-illusie is dat ons brein geneigd is de kleine hoek tussen de schuine lijn en de verticale balk te vergroten en meer in de richting van een rechte hoek te veranderen.

## Galvanometer
In hetzelfde jaar (1826) dat Nobili zijn galvanometer construeerde vond Poggendorff een verbeterde afleesmethode uit. Bij zijn spiegelgalvanometer is in de nabijheid van een stroomvoerende geleider een beweegbaar opgehangen magneetje gemonteerd, waaraan een klein vlak spiegeltje is bevestigd. Via weerkaatsing van een - op het spiegeltje gerichte - smalle lichtbundel wordt op de afleesschaal een lichtvlek geprojecteerd, die de waarde aangeeft van de elektrische stroom door de geleider.
Voordeel van deze meetmethode is dat de afbuighoek twee keer zo groot is als de verdraaiing van de spiegel, en dat de lichtstraal in tegenstelling tot een wijzer net zo lang als nodig gemaakt kan worden, zonder extra massa toe te voegen.
Tevens bedacht hij de naam 'galvanometer' als eerbetoon aan de Italiaanse arts Luigi Galvani; hoewel Galvani helemaal niets met dit meetinstrument of met de elektromagnetische werking ervan te doen had.